# 森鑛子
森 鑛子（もり こうこ）は、大正から昭和時代の画家。森小湖とも。
青木昆陽の肖像画を描いた事でその名を知られる。
江戸時代末期の考証学者、森立之の孫。